# Exorista sinica
Exorista sinica är en tvåvingeart som beskrevs av Chao 1964. Exorista sinica ingår i släktet Exorista och familjen parasitflugor. Inga underarter finns listade i Catalogue of Life.